# Mesoleius affinis
Mesoleius affinis là một loài tò vò trong họ Ichneumonidae.